# Lycée français Montaigne de N'Djaména
Le lycée français Montaigne de N'Djaména est un établissement d'enseignement français à l'étranger fondé en 1977 et situé à N'Djaména, capitale du Tchad. En septembre 2019, il accueille 670 élèves de la maternelle à la terminale. 

## Histoire
Fondé en 1977 à l'initiative d'un groupe de parents désireux d'offrir un enseignement français de qualité à leurs enfants, le lycée français Montaigne est ouvert depuis la rentrée 1978 pour l'école élémentaire et depuis 1988 pour le collège et le lycée. En 1996, à l'initiative de la sénatrice Monique Ben Guiga, le gouvernement français débloque 1,32 million de francs CFA pour agrandir l'établissement en construisant deux salles de classe et une bibliothèque. 
En 2019, l'établissement a fêté ses 40 ans d'existence lors d'une cérémonie en présence de David Houdeingar Ngarimadem, ministre tchadien de l'Enseignement supérieur. En mars 2020, l'ambassade décide la fermeture temporaire du lycée dans le cadre de la pandémie de Covid-19.

## Organisation

### Fonctionnement
L'établissement, géré par une association de parents d'élèves, est homologué par le ministère français de l'Éducation nationale et conventionné avec l'Agence pour l'enseignement français à l'étranger (AEFE). À ce titre, les élèves du lycée français Montaigne peuvent intégrer de plein droit tout autre établissement français à l'étranger et tout établissement public en France. Le lycée est rattaché à l'académie de Nantes.
Il comprend une école maternelle, une école élémentaire, un collège et un lycée. L'établissement accueille des élèves de toutes nationalités et dispense un enseignement conforme aux programmes et aux exigences de l'Éducation nationale française. Les enseignants sont pour la plupart des Tchadiens.

### Direction
Le lycée français Montaigne est dirigé par Agnès Lisnic, proviseure et de Thierry Thibaut, directeur administratif et financier.